# Malvada (canción)
La «Malvada» es el segundo sencillo del álbum Un Día Nuevo. Compuesta por Antonio Jáuregui. La canción es una melodía guitarrera y psicótica en la que Salim Vera se apodera del espacio con sus gritos y desenfreno.

## Vídeo
Este vídeo se grabó en las instalaciones del emblemático Gran Hotel Bolívar del Centro de Lima. Los miembros de la banda actúan dentro de las coloniales locaciones que ofrece este clásico hotel, bellas modelos acompañan y decoran la secuencia de imágenes del vídeo.